# 2008年夏季奧林匹克運動會敘利亞代表團
2008年夏季奥林匹克运动会叙利亚代表团参加2008年8月8日至8月24日在中国北京举行的第29届夏季奥运会。